# Bassano Virtus 55 Soccer Team 2005-2006
Questa pagina raccoglie le informazioni riguardanti il Bassano Virtus 55 Soccer Team nelle competizioni ufficiali della stagione 2005-2006.

## Rosa
| N. |                     | Ruolo | Calciatore              |
| -- | ------------------- | ----- | ----------------------- |
|    | Italia (bandiera)   | C     | Giovanni Abate          |
|    | Italia (bandiera)   | D     | Andrea Basso            |
|    | Italia (bandiera)   | D     | Alessandro Beccia       |
|    | Italia (bandiera)   | C     | Massimo Beghetto        |
|    | Italia (bandiera)   | A     | Emanuele Berrettoni     |
|    | Italia (bandiera)   | C     | Alberto Carraro         |
|    | Italia (bandiera)   | A     | Gaetano Gambino         |
|    | Italia (bandiera)   | D     | Dario Giacomazzi        |
|    | Italia (bandiera)   | A     | Loris Guerra            |
|    | Italia (bandiera)   | A     | Mario La Canna          |
|    | Italia (bandiera)   | D     | Gianluca Marinelli      |
|    | Italia (bandiera)   | A     | Cristiano Masitto       |
|    | Germania (bandiera) | A     | Marcelo Aparicio Mateos |

| N. |                   | Ruolo | Calciatore        |
| -- | ----------------- | ----- | ----------------- |
|    | Italia (bandiera) | C     | Achille Mazzoleni |
|    | Italia (bandiera) | C     | Raffaele Mersek   |
|    | Italia (bandiera) | C     | Paolo Minardi     |
|    | Italia (bandiera) | D     | Matteo Nichele    |
|    | Italia (bandiera) | C     | Elia Pavesi       |
|    | Italia (bandiera) | D     | Gastone Pistore   |
|    | Italia (bandiera) | A     | Emanuel Rizzi     |
|    | Italia (bandiera) | A     | Marco Scarpa      |
|    | Italia (bandiera) | C     | Nicola Segato     |
|    | Italia (bandiera) | C     | Lorenzo Staiti    |
|    | Italia (bandiera) | A     | Mario Tagliente   |
|    | Italia (bandiera) | P     | Simone Villanova  |
|    | Italia (bandiera) | P     | Marco Zuccher     |